# Johann Stobäus

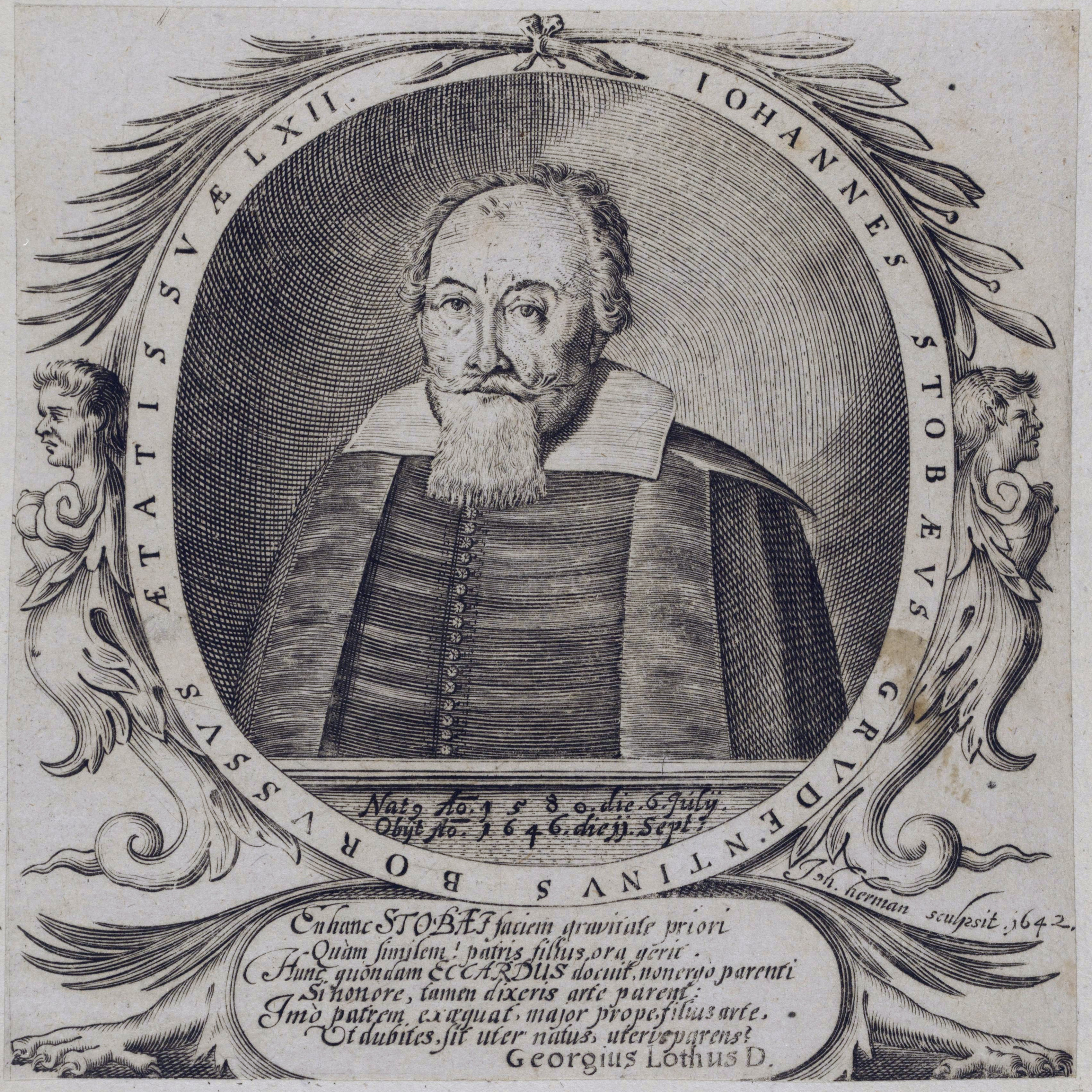
Johann Stobäus, 1642

Johann Stobäus, auch Johann(es) Stobaeus, (* 6. Juli 1580 in Graudenz; † 11. September 1646 in Königsberg) war ein deutscher Komponist.

## Leben
Stobäus besuchte ab 1595 in Königsberg die Lateinschule. 1600 nahm er dort sein Studium an der Universität auf und sang im Kirchenchor. Von 1599 bis 1608 war er Schüler von Johann Eccard, dem Kapellmeister der Stadt. 1601 wurde Stobäus Bassist an der kurfürstlichen Kapelle und 1602 Kantor am Königsberger Dom. Ende 1626 schließlich wurde er vom Kurfürsten von Brandenburg zum Königsberger Kapellmeister berufen. Diesen Posten bekleidete er bis zu seinem Tod. Stobäus war Angehöriger der Kürbishütte, der Königsberger Dichtervereinigung um Simon Dach.
Johann Stobäus komponierte häufig zusammen mit Johann Eccard. Er veröffentlichte 1642 und 1644 in Elbing in zwei Teilen dessen Preussische Festlieder. Stobäus komponierte eine Reihe von Motetten, die er in zwei Sammlungen festhielt. Von Stobäus stammt auch die Melodie zu dem bekannten Kirchenlied Such, wer da will, ein ander Ziel, das noch heute im Evangelischen Gesangbuch zu finden ist (Nummer 346). Der Text zu diesem Lied wurde von Georg Weissel geschrieben. Zu dessen heute noch bekanntem Adventslied Macht hoch die Tür, die Tor macht weit schrieb Stobäus die erste Melodie, die 1642 veröffentlicht wurde, sich aber nicht durchsetzen konnte.

## Werke
- Cantiones Sacrae 5-10. v. item Magnificat, Frankfurt/Oder 1624
- Geistliche Lieder auf gewöhnliche Preußische Kirchenmelodien, Danzig 1634
- Erster und Ander Theil der Preußischen Fest-Lieder, 5-8st. (nicht vollendet), Elbing 1642 und Königsberg 1644